# Puente de Cabezón de Pisuerga
El puente de Cabezón de Pisuerga es un puente en arco situado en la localidad española de Cabezón de Pisuerga, provincia de Valladolid. Franquea el río Pisuerga sobre el emplazamiento de estructuras precedentes que datan de la época romana, consta de nueve arcos y está realizado en sillería de piedra caliza. En los pilares entre los arcos destacan los tajamares triangulares y sus apartaderos en la calzada. 
Forma parte del trazado de la carretera autonómica VA-113, que une Valladolid con Cabezón de Pisuerga hasta enlazar con la autovía A-62.

## Historia

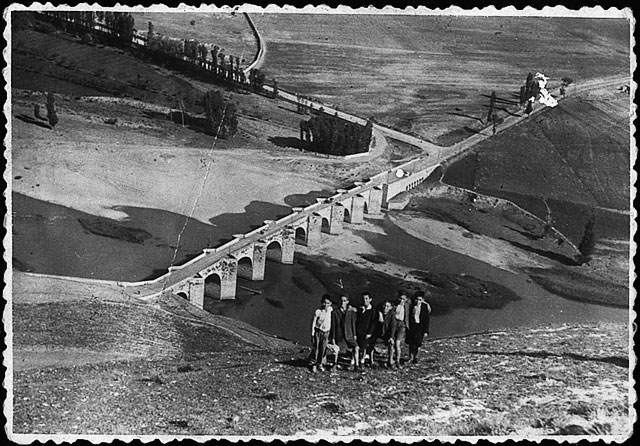
Imagen fechada en mayo de 1942. Se observa, en primer término, a unos escolares de excursión, y al fondo el puente sobre el Pisuerga

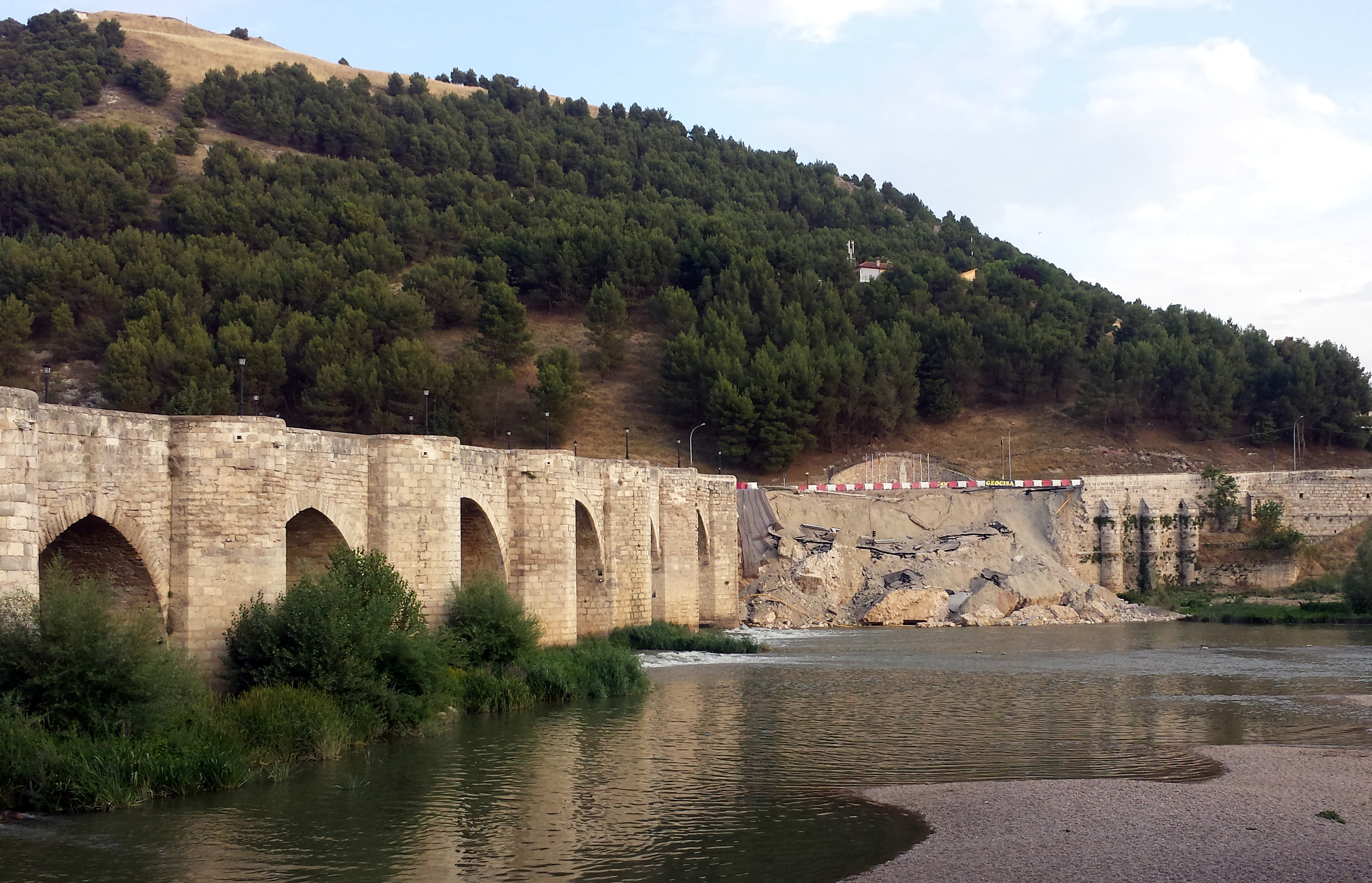
El puente en julio de 2015, poco después de que se derrumbara parcialmente el muro de contención

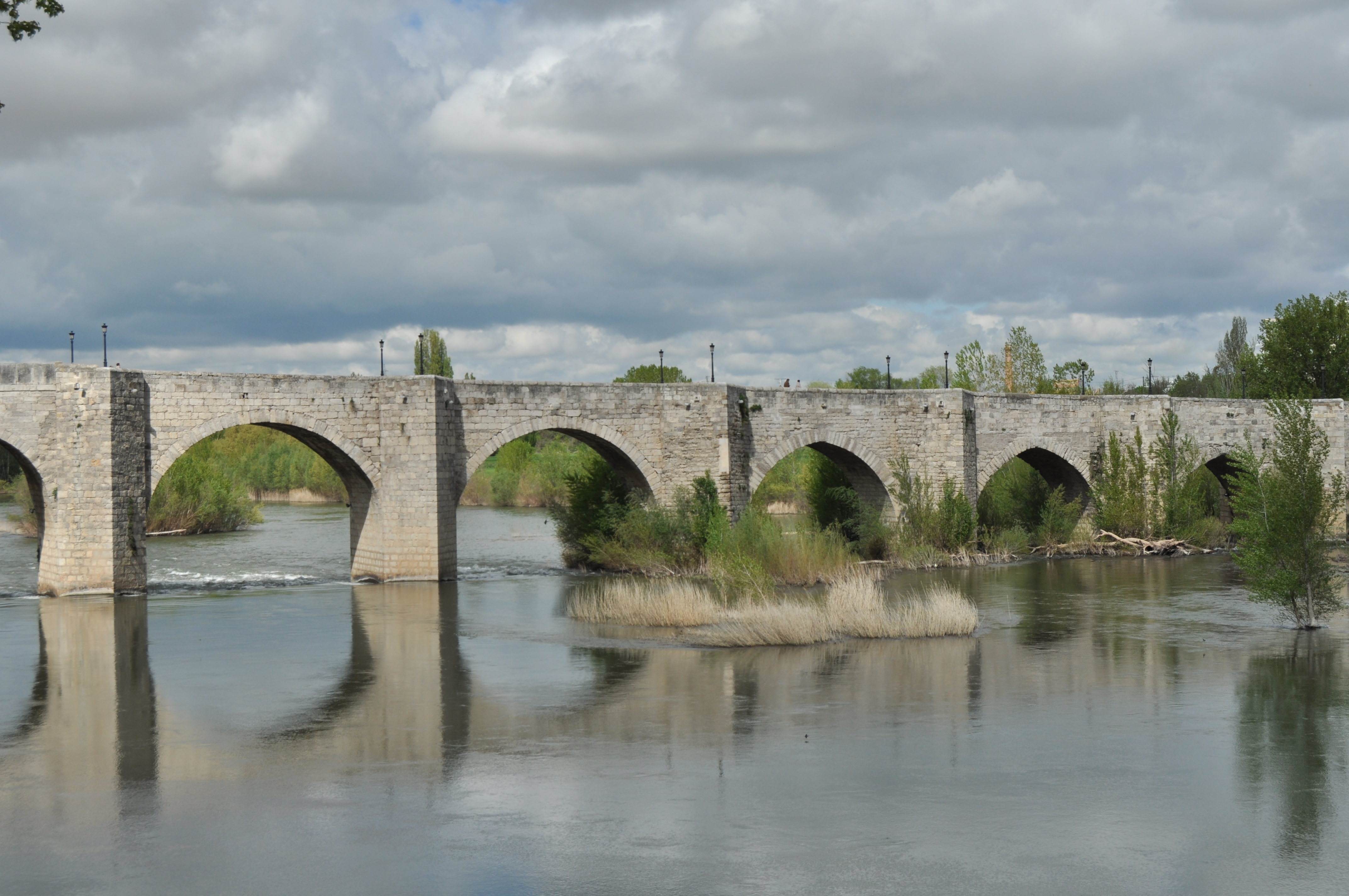
Detalle del puente en 2018.

El actual puente se asienta sobre estructuras precedentes de origen romano que permitían a la calzada romana entre Asturica Augusta y Clunia salvar el Pisuerga.
La estructura actual es heredera de una medieval fuertemente reformada. El puente fue donado ya por el rey Sancho IV de Castilla a su físico Nicolás y posteriormente por su mujer, la reina María de Molina, al Monasterio de las Huelgas Reales de Valladolid, de tal modo que las religiosas pasaron a cobrar un pontazgo por cruzar el puente.
En 1495 los Reyes Católicos instaron al corregidor de Valladolid a que obligara a las religiosas a reparar el puente, pues uno de los arcos se estaba cayendo. Una vez iniciado el siglo XVI comenzaron una serie de intensas reformas sobre el puente, especialmente a partir de 1582, pues se desplomó el primer pilar y sus arcos. Para acometer las obras de reconstrucción, todas las poblaciones a 20 leguas a la redonda hubieron de contribuir, comenzando las obras Francisco del Río y continuando con ellas Juan de Nates.
En 1635 se decía de él:

Puente de las más importantes del reino y muy antigua que por ella pasa y se traxina la mayor parte de Castilla la Viexa... y pasan todos los ganados destremo que van a las Montañas y Extremadura, que ningún puente de toda Castilla la Viexa es de tanta ymportancia como ésta.

Ese mismo año una riada se llevó el cuarto pilar y sus arcos. La reparación costó 38 000 ducados de la época. En 1777 se realizó una rehabilitación por valor ligeramente superior a 200 000 reales, que no solucionó el problema. Durante la Guerra de la Independencia Española, en 1812, fue volado el tercer ojo contando desde la margen izquierda para frenar el avance de las tropas francesas sobre Valladolid. La reconstrucción de los desperfectos no se haría hasta 1852.
En 1999 los rodillos de un tractor impactaron contra parte del puente provocando desprendimientos de piedras cuya reparación costó 700 000 pesetas de la época.
A principios del siglo XXI se realizaron obras de conservación sobre el puente, pero en marzo de 2015 surgieron importantes grietas en su estructura que comprometieron su estabilidad, obligando a cortar el tráfico sobre el mismo. El 23 de junio del mismo año, sobre las 14:00 horas se derrumbó parte de la mampostería y barandilla. Ya en la madrugada del día 24, un tramo de cuarenta metros del muro de contención colapsó, causando la incomunicación entre las dos partes del pueblo que el puente comunicaba.
El 1 de diciembre de 2015 el puente se volvió a reabrir para el tráfico.